# Ghiacciaio Paspal
Il ghiacciaio Paspal (in inglese Paspal Glacier) è un ghiacciaio lungo 14,5 km e largo 6,5, situato sulla costa di Oscar II, nella parte orientale della Terra di Graham, in Antartide. In particolare, il ghiacciaio si trova sul versante sud-orientale dell'altopiano Proibito, a sud-est del ghiacciaio Montgolfier e a ovest del ghiacciaio Hektoria, e da qui fluisce verso sud-est, scorrendo tra la dorsale di Zagreus e il picco Dugerjav, fino ad unire il proprio flusso a quello del ghiacciaio Green.

## Storia
Il ghiacciaio Paspal è stato così battezzato dalla Commissione bulgara per i toponimi antartici in onore del villaggio di Paspal, nella Bulgaria meridionale.  